# Stazione meteorologica di Napoli Porto
La stazione meteorologica di Napoli Porto è la stazione meteorologica di riferimento relativa al centro cittadino di Napoli. 

## Coordinate geografiche
La stazione meteorologica, di tipo automatico DCP, si trova nell'Italia meridionale, in Campania, nel comune di Napoli, a 25 metri s.l.m. e alle coordinate geografiche 40°51′N 14°15′E.

## Dati climatologici
In base alla media trentennale di riferimento 1961-1990, la temperatura media del mese più freddo, gennaio, si attesta a +10,3 °C; quella dei mesi più caldi, luglio e agosto, è di +26,1 °C; non è da escludersi una sovrastima dei dati per effetto dell'isola di calore urbana.
Le precipitazioni medie annue si attestano attorno ai 750 mm e sono distribuite mediamente in 78 giorni, con un minimo in estate ed un picco in autunno-inverno; i valori sono inferiori a quelli delle altre due stazioni meteorologiche di Napoli, pur rimanendo comunque superiori a quelli della costa tirrenica dell'Italia centrale.
| Napoli Porto          | Mesi   | Mesi   | Mesi   | Mesi   | Mesi   | Mesi   | Mesi   | Mesi   | Mesi   | Mesi   | Mesi   | Mesi   | Stagioni | Stagioni | Stagioni | Stagioni | Anno |
| Napoli Porto          | Gen    | Feb    | Mar    | Apr    | Mag    | Giu    | Lug    | Ago    | Set    | Ott    | Nov    | Dic    | Inv      | Pri      | Est      | Aut      | Anno |
| --------------------- | ------ | ------ | ------ | ------ | ------ | ------ | ------ | ------ | ------ | ------ | ------ | ------ | -------- | -------- | -------- | -------- | ---- |
| T. max. media (°C)    | 13,2   | 13,9   | 16,0   | 19,8   | 24,2   | 27,6   | 30,7   | 30,7   | 27,4   | 23,3   | 18,6   | 14,2   | 13,8     | 20,0     | 29,7     | 23,1     | 21,6 |
| T. min. media (°C)    | 7,3    | 7,4    | 8,9    | 11,9   | 15,6   | 18,5   | 21,4   | 21,6   | 19,1   | 15,4   | 12,2   | 8,4    | 7,7      | 12,1     | 20,5     | 15,6     | 14,0 |
| Precipitazioni (mm)   | 95     | 86     | 61     | 42     | 32     | 21     | 13     | 29     | 71     | 59     | 124    | 112    | 293      | 135      | 63       | 254      | 745  |
| Giorni di pioggia     | 10     | 9      | 8      | 7      | 4      | 3      | 2      | 3      | 5      | 5      | 11     | 11     | 30       | 19       | 8        | 21       | 78   |
| Vento (direzione-m/s) | NW 2,9 | SE 3,0 | SE 3,0 | SE 3,0 | SE 2,9 | SE 2,8 | SE 2,8 | SE 2,8 | SE 2,9 | SE 2,8 | SE 3,2 | SE 3,0 | 3,0      | 3,0      | 2,8      | 3,0      | 2,9  |

## Valori estremi

### Temperature estreme mensili dal 1900 ad oggi
Nella tabella sottostante sono riportate le temperature massime e minime assolute mensili, stagionali ed annuali dal 1900 ad oggi, con il relativo anno in cui queste sono state registrate. Nel periodo esaminato, la temperatura massima assoluta ha raggiunto i +44 °C nell'agosto 1981 e 1999, mentre la minima assoluta ha toccato i -0,4 °C nel dicembre 2014.
| Napoli Porto (1900-2023) | Mesi        | Mesi        | Mesi        | Mesi        | Mesi        | Mesi        | Mesi        | Mesi               | Mesi        | Mesi        | Mesi        | Mesi        | Stagioni | Stagioni | Stagioni | Stagioni | Anno |
| Napoli Porto (1900-2023) | Gen         | Feb         | Mar         | Apr         | Mag         | Giu         | Lug         | Ago                | Set         | Ott         | Nov         | Dic         | Inv      | Pri      | Est      | Aut      | Anno |
| ------------------------ | ----------- | ----------- | ----------- | ----------- | ----------- | ----------- | ----------- | ------------------ | ----------- | ----------- | ----------- | ----------- | -------- | -------- | -------- | -------- | ---- |
| T. max. assoluta (°C)    | 25,0 (1994) | 26,0 (1977) | 31,0 (1981) | 33,5 (2013) | 36,0 (1988) | 40,5 (1982) | 42,0 (1987) | 44,0 (1981 e 1999) | 40,6 (1946) | 36,0 (1991) | 31,0 (2004) | 26,7 (1989) | 26,7     | 36,0     | 44,0     | 40,6     | 44,0 |
| T. min. assoluta (°C)    | −0,2 (2017) | 0,0 (1956)  | 1,0 (1987)  | 4,9 (2003)  | 7,3 (1957)  | 11,5 (2006) | 14,0 (2016) | 15,2 (1969)        | 11,7 (1971) | 7,6 (2007)  | 5,4 (1925)  | −0,4 (2014) | −0,4     | 1,0      | 11,5     | 5,4      | −0,4 |